# 화접초등학교
화접초등학교(花蝶初等學校)는 대한민국 경기도 남양주시에 있는 공립 초등학교다.

## 학교 연혁
- 1946년 9월 19일 양주군 별내국민학교 화접분교장 인가
- 1950년 11월 8일 화접국민학교 개교
- 1981년 3월 1일 병설유치원 개원
- 1984년 3월 1일 특수학급 1학급 개설
- 1996년 3월 1일 화접초등학교로 개칭
- 2010년 9월 1일 제21대 김봉길 교장 취임
- 2012년 12월 15일 신축교사 이전(별내신도시)
- 2014년 3월 1일 제22대 이은상 교장 취임
- 2015년 2월 13일 제65회 졸업식(누계 5,458명)
- 2015년 3월 1일 초등 34학급, 특수 1학급, 유치원 3학급 편성